# Miguel Ángel Alloggio
Miguel Ángel Alloggio (né le 8 février 1955 à Buenos Aires) est un écrivain franco-argentin.

## Biographie
Écrivain autodidacte.
Il a obtenu la naturalisation française en 1998 et vit en France depuis 1981. Divorcé, il est père et grand père.
Dans les années 1970, il participe activement à la création d’une revue underground de rock El Hemofílico, revue à tendance surréaliste. En 1977, la dictature de l’époque interdit cette publication, il passe quatre mois en prison. À sa remise en liberté, il découvre que certains voisins et amis de son quartier de Buenos Aires ont disparu ; il quitte son pays. Il voyage en stop, passant par la plupart des pays d’Amérique du Sud et arrive jusqu’au Mexique, où, grâce à l’aide d’Octavio Paz il publie trois nouvelles dans des suppléments culturels de journaux de province.
En 1980, pris par le mal du pays, il retourne à Buenos Aires ; tout s’était tellement abîmé et, la police se souvenant encore bien de lui, il est contraint à l’exil. Avant de partir, indigné, il brûle livres et écrits, et une fois en France, arrête complètement de parler son castillan natal et apprend le français.
Des années plus tard, en 1996, il s’est remis à écrire, en français, des petites histoires pour ses deux enfants et, sans vraiment s’en rendre compte, il en est revenu au castillan natal et d’étranges nouvelles sont sorties du plus profond de son âme. Plusieurs nouvelles sont nées de la même façon dans l’espace d’un mois, et ce fut comme ça, dans ces écrits, qu’il comprit que le passé est indestructible car c’est bien son propre passé qui resurgissait ainsi.